# Dorothy Parker

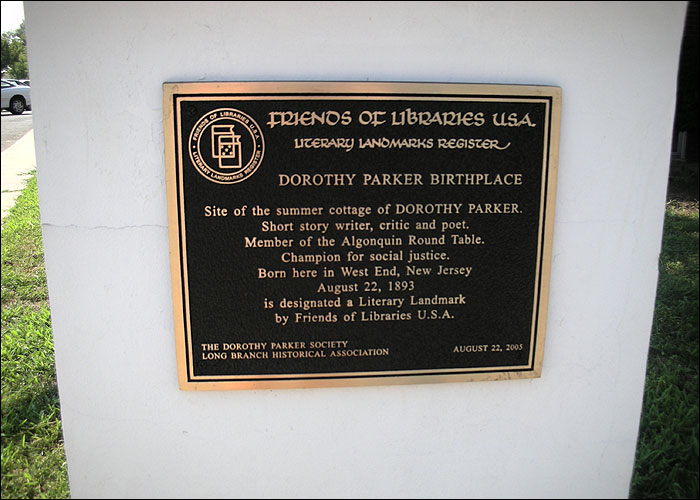
Dorothy Parkers födelseplats, 732 Ocean Avenue, West End, Long Branch, New Jersey, USA.

Dorothy Parker, född Rothschild den 22 augusti 1893 i Long Branch i New Jersey, död 7 juni 1967 i New York, var en amerikansk poet, kritiker och författare.

## Biografi
Parker var 1917–1928 gift med E.P. Parker. Tidigt vänsterorienterad bekämpade hon fascismen, bland annat i reportage från spanska inbördeskriget.
I sitt författarskap, efter ett tiotal års verksamhet som journalist, var hon i sin skönlitteratur kvick och satirisk men inte utan medkänsla. År 1926 gjorde Parker en uppmärksammad poetisk debut med diktsamlingen Enough Rope.
Hon skrev även filmmanus, bland annat till A Star Is Born (Skandal i Hollywood) från 1937.
Dorothy Parker har själv blivit porträtterad på film av bland andra Jennifer Jason Leigh i Mrs. Parker and the Vicious Circle 1994 och av Bebe Neuwirth i Dash and Lilly 1999.

## Diktsamlingar
- Enough rope (1926)
- Sunset gun (1928)
- Death and taxes (1931)
- The uncollected Dorothy Parker (1996), utgiven av Stuart Y. Silverstein (122 dikter från Parkers tidiga år, aldrig förut samlade i bokform. Introduktion av Silverstein)
- Dikter (översättning: Ingeborg Björklund, Wahlström & Widstrand, 1946)
- En enda ros: poesi och prosa i urval (översättning: Kerstin Hallén; dikterna tolkade av Kerstin Hallén i samarbete med Uno Florén, Trevi ; Bra böcker, 1978)
- Karin Moberg: Light – and Darkness – of Love / Kärlekens ljus och mörker (sju dikter av Dorothy Parker, tonsatta för sång och gitarr) (Bok + CD) (Discantus, 2001)

## Novellsamlingar
- Laments for the Living (1930) (Levande begråtna, översättning: Eva von Zweigbergk, Wahlström & Widstrand, 1946)
- After Such Pleasures (1933) (Efter kärlekens nöjen, översättning: Eva von Zweigbergk, Wahlström & Widstrand, 1945)